# 梁瀞疋
梁瀞疋（1971年7月25日—），韩国女演员。名字常被音譯為梁靜雅、楊貞兒。1992年MBC第22期公開選拔演員。

## 演出作品

### 電視劇
- 1994年：MBC《M》飾演 李藝芝
- 1995年：MBC《綜合醫院》飾演 吳芳姬
- 1995年：MBC《真實》飾演 荷英
- 1996年：SBS《像他們那樣》飾演 廷恩
- 1999年：KBS《學校2》飾演 羅敏珠
- 1999年：SBS《大提琴》飾演 尹秀卿
- 2000年：SBS《寬恕》飾演 閔志秀
- 2002年：SBS《情》飾演 朱志善
- 2003年：SBS《擺脫無業遊民》飾演 趙昶美
- 2003年：KBS《百萬朵玫瑰》 飾演 許幼卿
- 2004年：SBS《妻子的叛亂》飾演 梁畢順
- 2005年：KBS《再見悲傷》飾演 李熙淑
- 2006年：SBS《我也要去》飾演 敏庭
- 2006年：KBS《歐巴桑向前衝》飾演 羅武林
- 2007年：SBS《王與我》飾演 吳尚宮
- 2008年：KBS《媽媽發怒了》飾演 卿華
- 2008年：SBS《玻璃之城》飾演 吳宥蘭
- 2009年：KBS《不能結婚的男人》飾演 尹琪蘭
- 2011年：KBS《浪漫小鎮》飾演 徐允珠
- 2012年：KBS《順藤而上的你》飾演 方一淑
- 2015年：MBC《女王之花》飾演 鄭熙妍
- 2015年：KBS《生意之神 - 客主2015》飾演 方今
- 2017年：SBS《姐姐風采依舊》飾演 李桂花
- 2019年：MBC《龍王保祐》
- 2019年：SBS《可疑的岳母》飾演 吳愛利
- 2022年：tvN《月水金火木土》飾演 崔蘭熙
- 2024年：MBC《勇敢無雙龍水晶》飾演 李英愛

### 綜藝
- 2008－2010年：SBS《星期天真好－黃金美女出擊》

### 電影
- 2008年：《老婆結婚了》飾演 盧德珠（特別演出）
- 2011年：《與敵同寢》飾演 水源嬸

## 獲獎
- 2007年：第1屆韓國電視節－特別賞（歐巴桑向前衝）
- 2008年：SBS演藝大賞－綜藝新人賞（星期天真好－黃金美女出擊）
- 2009年：SBS演藝大賞－製作人電視明星賞（星期天真好－黃金美女出擊）

## 腳註
1. ↑  골드미스 6인방의 실제 나이와 민증사진 공개

## 外部連結
- NAVER搜索
- 經紀公司部落格介紹 （页面存档备份，存于）